# Kong Fahd Cup 1995
Kong Fahd Cup 1995 var den anden udgave af fodboldturneringen Kong Fahd Cup, og den sidste inden FIFA overtog ansvaret og omdøbte den til Confederations Cup. Den blev afholdt i Saudi-Arabien fra 6. til 13. januar 1995. Turneringens navn på tidspunktet for afholdelsen var Kong Fahd Cup, opkaldt efter Saudi-Arabiens daværende Kong Fahd. Efter at FIFA i 1997 blev arrangør af turneringen, og omdøbte den til Confederations Cup, valgte man imidlertid at regne de to afviklede Kong Fahd Cups som de to første udgaver af denne. Udover Kong Fahd Cup 1995 drejede det sig om 1992-udgaven af turneringen.
Turneringen havde deltagelse af seks lande, to flere end i 1992, og var den første udgave af Confederations Cup til at indeholde et gruppespil. Den blev vundet af Danmark, som deltog efter at have vundet EM i 1992. Danskerne besejrede i finalen de forsvarende mestre Argentina med 2-0, på mål af Michael Laudrup og Peter Rasmussen.

## Deltagende lande
| Hold          | Fodboldforbund | Kvalificeret som                   | Antal deltagelser |
| ------------- | -------------- | ---------------------------------- | ----------------- |
| Saudi-Arabien | AFC            | Arrangører                         | 2. deltagelse     |
| Argentina     | CONMEBOL       | Vinder af Copa América 1993        | 2. deltagelse     |
| Mexico        | CONCACAF       | Vinder af CONCACAF Gold Cup 1993   | 1. deltagelse     |
| Nigeria       | CAF            | Vinder af African Nations Cup 1994 | 1. deltagelse     |
| Danmark       | UEFA           | Vinder af EM 1992                  | 1. deltagelse     |
| Japan         | AFC            | Vinder af AFC Asian Cup 1992       | 1. deltagelse     |

## Spillested
Samtlige turneringens otte kampe blev afviklet på Kong Fahd Stadion i hovedstaden Riyadh, der ligesom turneringen selv er opkaldt efter landets daværende Kong Fahd.

## Turneringen

### Turneringsform
Turneringen var den første udgave af Confederations Cup til at indeholde et gruppespil. De seks deltagende lande blev fordelt i to puljer med tre hold i hver. De to puljevindere gik videre til finalen, mens de to toere mødtes i bronzekampen.

### Gruppe A
| Dato       | Kamp                    | Res.             | Sted   |
| ---------- | ----------------------- | ---------------- | ------ |
| 6. januar  | Saudi-Arabien – Mexico  | 0-2              | Riyadh |
| 8. januar  | Saudi-Arabien – Danmark | 0-2              | Riyadh |
| 10. januar | Mexico – Danmark        | 1-1 (2-4 e.str.) | Riyadh |

| Stilling      | Kampe | Mål | Point |
| ------------- | ----- | --- | ----- |
| Danmark       | 2     | 3-1 | 6     |
| Mexico        | 2     | 3-1 | 3     |
| Saudi-Arabien | 2     | 0-4 | 0     |

### Gruppe B
| Dato       | Kamp                | Res. | Sted   |
| ---------- | ------------------- | ---- | ------ |
| 6. januar  | Japan – Nigeria     | 0-3  | Riyadh |
| 8. januar  | Japan – Argentina   | 1-5  | Riyadh |
| 10. januar | Nigeria – Argentina | 0-0  | Riyadh |

| Stilling  | Kampe | Mål | Point |
| --------- | ----- | --- | ----- |
| Argentina | 2     | 5-1 | 4     |
| Nigeria   | 2     | 3-0 | 4     |
| Japan     | 2     | 1-8 | 0     |

### Bronzekamp
| Dato       | Kamp             | Res.            | Sted   |
| ---------- | ---------------- | --------------- | ------ |
| 13. januar | Mexico – Nigeria | 1-1 (5-4 e.str) | Riyadh |

### Finale
| Dato       | Kamp                | Res. | Sted   |
| ---------- | ------------------- | ---- | ------ |
| 13. januar | Danmark – Argentina | 2-0  | Riyadh |

## Målscorer
| 3 mål - Luis García 2 mål - Gabriel Batistuta - Peter Rasmussen - Daniel Amokachi | 1 mål - José Chamot - Ariel Ortega - Sebastián Rambert - Brian Laudrup - Michael Laudrup | 1 mål (fort.) - Morten Wieghorst - Kazuyoshi Miura - Ramón Ramírez - Mutiu Adepoju - Emmanuel Amuneke |